# Sabrina Maneca-Voinea
Sabrina Maneca-Voinea   (Constanța, 4 de juny de 2007) és una gimnasta artística romanesa. En la seva participació als Jocs Olímpics d'Estiu de 2024 a París va aconseguir la 4a millor puntuació en l'exercici de terra i la 8a en la barra d'equilibri.

## Trajectòria
La seva mare, Camelia Voinea, és una gimnasta artística retirada que va participar als Jocs Olímpics d'Estiu de 1988 i va guanyar una medalla de plata amb la selecció romanesa. Quan Sabrina era una nena, Camelia la va portar al gimnàs on treballava com a entrenadora i de seguida es va interessar per la gimnàstica. Sabrina és entrenada per la seva mare.
Maneca-Voinea va començar a competir amb la selecció romanesa el 2017. L'abril de 2022, va competir al Trofeu Junior Ciutat de Jesolo. Va ajudar Romania a acabar quarta a la competició per equips. També va guanyar la medalla de bronze en salt sobre cavall i va acabar setena l'exercici de terra. Al juliol, Maneca-Voinea va competir al Festival d'Estiu de la Joventut Europea a Banská Bystrica i va guanyar la medalla d'or amb la seva selecció. En les proves individuals, va acabar 12a en la prova general, quarta en salt sobre cavall i cinquena a l'exercici de terra. A l'agost va competir al Campionat d'Europa Júnior i va guanyar la medalla de bronze en la competició per equips. També va acabar quarta en la prova general, va guanyar la medalla d'or en salt sobre cavall i va guanyar la medalla de bronze a l'exercici de terra.
L'abril de 2023 Maneca-Voinea va competir al Campionat Europeu de Gimnàstica Artística a Antalya, on va ajudar a Romania a acabar cinquena a la competició per equips, va acabar quarta en salt sobre cavall i va guanyar la medalla de bronze a l'exercici de terra. A l'octubre va competir al Campionat del Món en què Romania va acabar 10a a la competició per equips i no va passar a la final. Individualment, però, es va classificar per a la final de l'exercici de terra, on va acabar quarta.
El 2024 va competir al Campionat d'Europa on va guanyar la medalla de plata a les finals de barra d'equilibri i terra.
Als Jocs Olímpics de 2024 va ajudar a l'equip de Romania a acabar setena en la competició per equips. Individualment es va classificar per a les finals de barra d'equilibri, acabant la darrera i per a la final de terra, on va acabar quarta, amb la mateixa nota que la tercera, la seva companya d'equip Ana Bărbosu. Voinea va demanar una revisió de la seva puntuació per part dels jutges que la van mantenir sense canvis. La polèmica va sorgir primer perquè Voinea va rebre una penalització de 0,1 per sortir dels límits, on a la reproducció del vídeo es mostra que es va quedar dins dels límits. A més, un canvi en la puntuació de la gimnasta estatunidenca Jordan Chiles va modificar el marcador, passant Bărbosu a la quarta posició i Voinea a la cinquena. Les reaccions nacionals a Romania no van trigar en arribar; el primer ministre romanès va anunciar que no anirà la cerimònia de clausura dels Jocs Olímpics d'estiu de 2024 a causa del tracte deshonest que van patir les gimnastes romaneses.
Bărbosu i Voinea van apel·lar al Tribunal d'Arbitratge de l'Esport (TAS). Bărbosu va apel·lar que la investigació de Chiles es va presentar quatre segons després del termini d'un minut i, per tant, no hauria d'haver estat revisada en primer lloc. El 10 d'agost, cinc dies després de la final, el TAS va constatar que la investigació de Chiles es va presentar més enllà del termini d'1 minut especificat a l'art. 8.5 del Reglament tècnic de la FIG 2024 (concretament 1 minut i 4 segons). Per tant, el CAS va decidir que «La puntuació inicial de 13,666 atorgada a la Sra. Jordan Chiles a la final de l'exercici de terra femení es restablirà» i va ordenar a la Federació Internacional de Gimnàstica que determini la classificació de la final i «assigni la/es medalla/es d'acord a la decisió anterior.» Al mateix temps l'apel·lació de Voinea va ser rebutjada.

## Història competitiva
| Any                | Esdeveniment                            | Equip  | Indiv. | Salt   | Asim.  | Equil. | Terra  |
| Júnior             | Júnior                                  | Júnior | Júnior | Júnior | Júnior | Júnior | Júnior |
| ------------------ | --------------------------------------- | ------ | ------ | ------ | ------ | ------ | ------ |
| 2021               | Campionat de Romania                    |        | 13     | 2      |        |        |        |
| 2021               | Tournoi International                   | 1      | 21     | 1      |        |        |        |
| 2022               | Trofeu Ciutat de Jesolo                 | 4      |        | 3      |        |        | 7      |
| 2022               | Campionat de Romania Júnior             |        | 2      |        |        |        |        |
| 2022               | Festival Olímpic de la Joventut Europea | 1      | 12     | 4      |        |        | 5      |
| 2022               | Campionat d'Europa Júnior               | 2      | 4      | 1      |        |        | 3      |
| 2022               | Turnoi International                    | 3      | 3      | 1      |        | 4      | 2      |
| 2022               | Campionat de Romania Júnior             |        | 1      | 1      | 5      | 4      | 1      |
| Sènior             |                                         |        |        |        |        |        |        |
| 2023               | Copa del Món de Doha                    |        |        | 5      |        | 1      | 1      |
| 2023               | Amistós ESP-RUM-SUE                     | 1      |        |        |        |        |        |
| 2023               | Campionat d'Europa                      | 5      |        | 4      |        |        | 3      |
| 2023               | Trofeu RomGym                           | 1      | 2      | 4      |        | 6      | 1      |
| 2023               | Campionat de Romania                    | 1      | 2      |        |        | 8      | 1      |
| 2023               | Amistós Heidelberg                      | 2      | 13     |        |        |        |        |
| 2023               | Campionat del Món                       | 10     |        |        |        | R3     | 4      |
| 2024               |                                         |        |        |        |        |        |        |
| Campionat d'Europa | 4                                       | 4      |        |        | 2      | 2      |        |
| Jocs Olímpics      | 7                                       |        |        |        | 8      | 4      |        |